# Kairiru
Kairiru  è un'isola d'origine vulcanica di Papua Nuova Guinea.

## Geografia
L'isola di Kairiru è un'isola d'origine vulcanica situata lungo le coste nord-orientali di Papua Nuova Guinea a circa 40 km al largo della città costiera di Wewak.
Con una lunghezza di circa 40 km, è caratterizzata dalla presenza al centro di un vulcano estinto e da un'insenatura, Baia Vittoria, ad ovest. Sono presenti delle sorgenti geotermiche. Il clima è tropicale umido ed è completamente ricoperta da foresta pluviale. Il villaggio principale è Shagur lungo le coste settentrionali, è inoltre presente una missione cattolica e resti di avamposti giapponesi della seconda guerra mondiale.